# Frédéric de Cieszyn
Frédéric de Cieszyn (polonais: Fryderyk cieszyński ; né vers 1480/1483 - † juin 1507), est un prince polonais membre de la lignée de Cieszyn de la dynastie  Piast de Silésie.

## Biographie
Frédéric est le fils ainé  Casimir II de Cieszyn er de son épouse Jeanne, fille de Victor de Poděbrady,duc d'Opava un fils du roi Georges de Bohême.
Bien qu'il soit le premier né soit par conviction personnelle soit pour servir le prestige et le ambitions politiques de son père en Silésie Frédéric est destiné à une carrière ecclésiastique. En 1501 avec l'appui de son père et le soutien des autres ducs de Silésie il est candidat à l'office  de coadjuteur du Prince-évêque de Breslau avec un droit de succession à la mort du titulaire du siège Jan IV Roth. Sa nomination est cependant rejetée par le chapitre de chanoines mécontent de la politique religieuse de son père quand il était Starost Général de Silésie. Malgré les protestations de ce dernier Frédéric doit renoncer à la fonction.
Il se rend ensuite en 1503 à Vienne où il devient Recteur de l'Université de Vienne. Il voyage ensuite en Italie où il poursuit ses études. Malgré son échec initial Frédéric n'a pas renoncé à occuper de hautes fonctions ecclésiastiques en Silésie et en 1506 avec l'aide de son père il est nommé Prévôt de la Collégiale de la Sainte-Croix de Wrocław. Ses perspectives de carrière sont brutalement interrompues lorsqu'il meurt au cours d'une nouveau voyage en Italie en juin 1507. Il est inhumé dans la cathédrale de Sienne

## Sources
- (en) Cet article est partiellement ou en totalité issu de l’article de Wikipédia en anglais intitulé « Frederick of Cieszyn » (voir la liste des auteurs), édition du 4 juillet 2014.
- (de) Europäische Stammtafeln Vittorio Klostermann, Gmbh, Francfort-sur-le-Main, 2004  (ISBN 3465032926),  Die Herzoge von Auschwitz †1495/97, von Zator †1513 und von Tost †1464 sowie die Herzoge von Teschen 1315-1625 resp. 1653  des Stammes der Piasten  Volume III Tafel 16.